# Evecliptopera excurrens
Evecliptopera excurrens là một loài bướm đêm trong họ Geometridae.